# Colonie de Charleston
Fondée en 1670 par un groupe de 150 Anglais venus de l'archipel des Bermudes, la colonie « Charles Towne », rapidement rebaptisée Colonie de Charleston, est devenue au siècle suivant une ville commerciale importante, grâce au meilleur port de la région, et un grand centre de la traite négrière dans les années 1730, après avoir été le centre de la Traite des Amérindiens de Caroline. Sa croissance économique et démographique l’a emporté sur celle de la Colonie du Cape Fear et de la Colonie d'Albemarle, ou encore New Bern.

## Des colons venus des Bermudes en 1670
Le 15 mars 1670, William Sayle, âgé de 80 ans et gouverneur de la communauté anglaise des Bermudes, devient le premier gouverneur officiel de la Caroline du Sud, où il vient d’arriver avec de nombreuses familles des Bermudes pour fonder Charleston. 
Les fondateurs devaient d'abord se rendre sur le site de Port Royal où les avaient précédés un siècle plus tôt Jean Ribault, où ils trouvent une pierre gravée de la fleur de lys, mais les Indiens les découragèrent de s'installer sur ce site, leur conseillant de remonter 40 miles plus au nord.
Ils naviguèrent dans une région appelée West Ashley et en avril débarquèrent à l'Albemarle Point, sur les côtes de la rivière Ashley, lieu alors vierge et propriété du Duc D’Albemarle, alias George Monck, l’un des huit Lord propriétaires de Caroline. William Sayle et les autres colons fondèrent Charles Town, en honneur de leur roi, Charles II d'Angleterre. L'un des trois navires venu des Bermudes, le Trois frères n'arriva que le 23 mai, car il avait fait escale sur une île où une partie des passagers avait déserté chez les Amérindiens.
De cette époque subsiste le vieux phare de l'île Morris à bandes roses et blanches au milieu d’une lagune déserte, de sable, à l'entrée de l'océan. Formée de cent cinquante colons, l’établissement avait un triple but: prévenir la progression des missions espagnoles vers le nord depuis la Floride, établir des plantations et commercer avec les tribus de la région, les chicachas.

## Guerre de 1680 avec les indigènes
La guerre éclata au cours de l’année avec les tribus Westos et les tribus Savannas, qui habitaient les parties méridionales de la province. Les premiers, réduits à un petit nombre d'individus, furent contraints de quitter le pays. Les autres firent la paix avec les propriétaires l'année suivante, et tous les naturels qui résidaient jusqu'à la distance de 40 milles de Charleston, se mirent sous leur protection.
La peau de daim était très recherchée par les Britanniques, mais pour eux, le principal intérêt de la région était de leur fournir des indigènes comme esclaves pour leurs plantations des Carolines et des Antilles. Les Chicachas fournissaient des esclaves aux Britanniques pour s'enrichir et avoir un avantage sur leurs ennemis chactas. La traite des amérindiens de Caroline, pour la plupart expédiés aux Antilles dans les plantations de sucre aurait représenté au total 24 000 à 51 000 Indiens, selon l'historien américain Alan Gallay, et se serait atténuée en 1715, lorsque les différentes tribus visées ou impliquées se sont alliées lors de la guerre de Yamasee, qui a amené les négociants blancs à réinvestir les fonds engrangés dans l'importation de Noirs, le coût des traversées ayant par ailleurs diminué.
En 1682, Joseph West, de nouveau gouverneur, soumit au parlement un projet de loi pour la formation d'une milice et l'ouverture d'une route à travers la forêt, contigüe à Charleston et pour régler la police du pays. Son successeur Joseph Moreton prit le pouvoir grâce à la dénonciation de West, accusé d'avoir encouragé l'enlèvement des Indiens pour en faire des esclaves.
La même année, Lord Cardross et d'autres gentilshommes anglais tentèrent d'établir une colonie écossaise près de la rivière du Port-Royal, à 40 miles au sud de Charleston, mais durent abandonner l'établissement et le détruire, car les Lord propriétaires avaient estimé qu'ils avaient provoqué les Espagnols de Saint Augustine, tout en exacerbant les conflits avec les Indiens.
Les années 1680 voient aussi l'arrivée à Charleston de nombreux pirates des Caraïbes qui viennent y trouver refuge alors que les changements d'alliance et de désarmement de nombreux corsaires transformés en planteur de sucre rend la zone moins accueillante pour les hors-la-loi. Certains d'entre eux s'adonnent à la Traite des amérindiens de Caroline. Le plus célèbre de ces pirates sera Barbe Noire qui en 1718 bloque le port de Charleston, capture le fils de Woodes Rogers, l'ex-pirate recyclé dans la Navy, et demande une rançon. Face à l'augmentation du nombre de ses attaques, le gouverneur de la Caroline Charles Eden envoie des troupes à sa poursuite et Robert Maynard, capitaine de la Royal Navy, s'empare de lui au large des côtes d'Ocracoke.

## Une autre colonie plus au nord à la fin des années 1680
La région accueillit aussi à la fin des années 1680, à une vingtaine de kilomètres au nord de la colonie, le long de la Rivière Santee, de nombreux huguenots chassés de France en 1685 par la révocation de l'Édit de Nantes, à une vingtaine de kilomètres au nord, le long de la Rivière Santee. Certains d'entre eux s'installent aussi à Charleston.
En 1700, on dénombre même sept établissements français dans les parages, regroupant 582 personnes. À la même époque, d'autres huguenots s'installent plus au Nord en Virginie, sur le site de Manakin.

## De 1700 à 1718, conflits religieux puis guerres indiennes
La colonie resta longtemps de taille modeste. En 1700, la Caroline du Sud tout entière ne compte toujours que 5 500 habitants soit le double de 1685 (2 500 habitants), le nombre modeste de noirs faisant qu'il a fallu attendre 1686 pour voir votées les premières lois sur les esclaves, suivies en 1690 par de nouvelles lois sur les esclaves, précisant qu'on ne peut plus affranchir ceux qui sont convertis aux catholicisme
Le rapport de forces entre les quakers et les planteurs anglicans, un moment favorable aux premiers après la Glorieuse révolution britannique de 1688, va progressivement s'inverser au profit de ces derniers, qui seront dans la décennie suivante soutenus par Londres même s'ils sont moins nombreux.
En 1691, les Lord propriétaires perdent leur monopole de la traite, qui est par ailleurs mise en veilleuse. En 1693 vingt chefs cherokees viennent à la ville de pour demander la fin des raids, le gouverneur leur promet paix mais dit que les captifs sont aux Antilles et qu'il ne peut donc pas les libérer.
En 1694, avec l'arrivée du quaker John Archdale au poste de gouverneur local, la religion du petit peuple de Charleston avait pris de l'influence sur toutes les formes de gouvernement local, suscitant chez les croyants de la religion anglicane le sentiment qu'ils étaient victimes de discriminations sur le terrain politique.
En 1699, c'est au contraire l'anglican Henderson Walker qui est nommé gouverneur et réussit dès 1700 à convaincre l'Assemblée de la colonie de voter un texte déclarant que l'Église d'Angleterre est la seule officielle. La mise à l'écart progressive des quakers, dans les années qui suivirent, provoqua une révolte armée de ces derniers, de 1708 à 1711, la rébellion de Quaker-led-Cary, à l'instigation de Thomas Cary. C'est au cours de ce conflit qu'est fondée plus au nord, à la hauteur de la Colonie du Cape Fear, mais plus dans l'intérieur des terres, la ville de New Bern, fondée par Christoph von Graffenried, un Suisse d'origine bernoise, qui appliqua une politique généreuse envers les pauvres qui s'installeraient et accueillit des Bernois, baptistes surtout.
Après la victoire sans appel des anglicans contre les quakers, la colonie s'étend vers l'Ouest et le Sud.
Les premières tentatives de développement de l’esclavage, au même moment que dans la Louisiane Française, se traduisent par des conflits à grande échelle avec les tribus amérindiennes. Lors de la Guerre de Tuscarora, qui s’achève en 1715 par une remontée des indiens vers le Nord puis lors de la Guerre de Yamasee, entre 1715 et 1717, la ville de Charleston et ses environs servent de refuge aux planteurs poursuivis par les amérindiens en colère, pendant un conflit qui fit plus de 400 morts parmi les colons blancs, mais eu pour résultat de libérer des terres au Sud de la Caroline. La plupart des plantations sont détruites et les indiens arrivent aux portes de la ville. Selon les historiens Verner Crane et John R. Swanton, la crainte d’être réduits en esclavage explique l’ampleur du conflit, plus que la « mauvaise conduite » des négociants blancs.

## La5evilledes treize colonies à la veille de l’indépendance
En 1721, malgré ces massacres, le nombre d’habitants a déjà augmenté à 14 000. Dans les deux années qui suivent, une forte expansion démographique porte le nombre d’habitants à en 1723, dont 18 000 sont des esclaves noirs, soit plus de la moitié. Charleston n’est plus une colonie mais déjà un grand port dédié à la traite négrière. En 1708, les esclaves noirs n'étaient dénombrés qu'à environ 1 800, dont la moitié travaillaient dans l'exportation de viande séchée pour les colonies antillaises, dans le cadre de grandes exploitations sans barrières où la main d'œuvre noire est majoritaire à partir de 1700 et qui fut lancée dès 1671 avec l'exportation d'une centaine de têtes vers la Barbade par John Yeamans.
En 1750, le peuplement de Scot Irish dans le Piémont des Appalaches n'est pas encore important, et la population blanche ne représente que 8 000 personnes, alors que les noirs sont déjà 22 000. Ce n'est qu'à partir de 1765 que l'on compte 40 000 blancs et 90 000 noirs, soit une multiplication par cinq de la population blanche en 15 ans, tandis que celle des noirs a quadruplé. Charleston n'est alors plus une colonie mais la capitale d'une vraie province.
Vers 1775, la ville comptait 12 000 habitants et était la 5e ville des Treize colonies en nombre d'habitants.